# Крокоциці
Крокоциці (пол. Krokocice) — село в Польщі, у гміні Шадек Здунськовольського повіту Лодзинського воєводства.
Населення — 224 особи (2011).
У 1975-1998 роках село належало до Серадзького воєводства.

## Демографія
Демографічна структура станом на 31 березня 2011 року:
|          | Загалом | Допрацездатний вік | Працездатний вік | Постпрацездатний вік |
| -------- | ------- | ------------------ | ---------------- | -------------------- |
| Чоловіки | 115     | 18                 | 82               | 15                   |
| Жінки    | 109     | 23                 | 54               | 32                   |
| Разом    | 224     | 41                 | 136              | 47                   |